# Kràiniaia Sxel
Kràiniaia Sxel - Крайняя Щель (rus) - és un khútor del krai de Krasnodar, a Rússia. Es troba a la desembocadura del riu Baxepsi al riu Sosnovka, a 29 km al nord-est de Tuapsé i a 78 km al sud de Krasnodar.
Pertany al municipi de Xaumian.